# 4237 Raushenbakh
4237 Raushenbakh este un asteroid din centura principală, descoperit pe 24 septembrie 1979 de Nikolai Cernîh.